# سیارک ۵۱۸۲۳
سیارک ۵۱۸۲۳ (به انگلیسی: 51823 Rickhusband، نامگذاری:2001OY28) پنجاه و یک هزار و هشتصد و بیست و سومین سیارک کشف شده‌است که در ۱۸ ژوئیه ۲۰۰۱ کشف شد.